# Margrethe Vestager
Margrethe Vestager (ur. 13 kwietnia 1968 w Glostrup) – duńska polityczka, minister edukacji (1998–2001), minister ds. kościelnych (1998–2000), posłanka do Folketingetu, liderka partii Det Radikale Venstre (2007–2014), minister gospodarki i spraw wewnętrznych (2011–2014), komisarz europejski ds. konkurencji (2014–2019), wiceprzewodnicząca wykonawcza Komisji Europejskiej (2019–2024).

## Życiorys
Ukończyła w 1993 studia ekonomiczne na Uniwersytecie Kopenhaskim. Do 1998 była urzędnikiem państwowym w Ministerstwie Finansów i podległej temu resortowi agendzie Økonomistyrelsen. Od 1993 do 1997 pełniła funkcję przewodniczącej socjalliberalnego ugrupowania Det Radikale Venstre (stanowisko formalne, faktyczną władzę w tej partii sprawują ministrowie i przewodniczący klubu poselskiego).
Od 23 marca 1998 do 27 lutego 2001 zajmowała urząd ministra edukacji w gabinecie premiera Poula Nyrupa Rasmussena. Dodatkowo do 21 grudnia 2000 była także ministrem ds. kościelnych. W 2001 uzyskała mandat deputowanej do duńskiego parlamentu. W 2005, 2007 i 2011 skutecznie ubiegała się o reelekcję. W 2007 zastąpiła Marianne Jelved na funkcji przewodniczącej frakcji parlamentarnej duńskich radykałów, stając się tym samym liderką tego ugrupowania. 3 października 2011 objęła stanowisko ministra gospodarki i spraw wewnętrznych w rządzie Helle Thorning-Schmidt.
Z duńskiego gabinetu odeszła 2 września 2014 w związku z kandydowaniem do Komisji Europejskiej. Zrezygnowała też z przywództwa w swoim ugrupowaniu. Ostatecznie uzyskała nominację (od 1 listopada 2014) na komisarza ds. konkurencji w Komisji Europejskiej, na czele której stanął Jean-Claude Juncker. W 2019 dołączyła do Komisji Europejskiej kierowanej przez Ursulę von der Leyen (z kadencją od 1 grudnia tegoż roku). Została w jej ramach wiceprzewodniczącą wykonawczą odpowiedzialną za Europę na miarę ery cyfrowej. W KE zasiadała do końca kadencji w 2024.

## Odznaczenia
- Order „Za zasługi” II klasy (Ukraina, 2023)[3]
- Order Gwiazdy Rumunii II klasy (Rumunia, 2025)[4]